# Cotesia crassifemorata
Cotesia crassifemorata (лит.) — вид мелких наездников рода Cotesia из семейства Braconidae (Ichneumonoidea). Эндемик Гренландии.

## Распространение
Гренландия: Godhavn, Narssarssuaq, Qapiarfi, Skjoldungen, Umanak

## Описание
Очень мелкие паразитические наездники, длина тела от 1,8 до 2,4 мм, длина переднего крыла от 2,0 до 2,4 мм. Основная окраска тела чёрная, ноги буровато-чёрные (средние и задние шпоры жёлтые), лабрум и жвалы тёмно-коричневые, брюшко коричневое. Усики самок 18 члениковые. Нижнечелюстные щупики равны 0,6 от высоты головы. Длина бедра, голени и основного членика задней лапки равны соответственно 3,1, 6,0 и 4,8 от их ширины.

## Систематика
Сходен с видом Cotesia setebis (Nixon, 1974), однако отличается строением более узких ног и усиков. Вид был впервые описан в 2006 году голландским энтомологом Корнелисом ван Ахтербергом (Cornelis van Achterberg Архивная копия от 5 февраля 2016 на Wayback Machine; Department of Terrestrial Zoology, Naturalis Biodiversity Center, Лейден, Нидерланды) по типовому экземпляру, собранному в 1949 году. Вместе с ним фауна браконид Гренландии достигает 30 видов, включая такие как Aphidius tarsalis, Dacnusa groenlandica, Praon brevistigma, Blacus groenlandicus, Cotesia fascifemorata и Microplitis lugubroides. Видовое название C. crassifemorata дано по признаку строения.